# Ramnäs kraftstation
Ramnäs kraftstation är ett vattenkraftverk i Kolbäcksån. Det ligger i Ramnäs. Kraftstationen byggdes 1960. Kraftstationen använder Strömsholms kanal för inloppet. Parallellt med kraftstationen ligger slussarna i kanalen.